# John Little (cestista)
John Emery Little (Peoria, 24 settembre 1984) è un ex cestista e allenatore di pallacanestro statunitense, di ruolo playmaker, tecnico in seconda dei Phoenix Suns.

## Palmarès
- EuroChallenge: 1

BG 74 Gottingen: 2009-10
- FIBA Europe Cup: 1

Skyliners Francoforte: 2015-16